# كاريوكار أجرد
كاريوكار أجرد (الاسم العلمي:Caryocar glabrum) هو نوع من النباتات يتبع جنس الكاريوكار من الفصيلة الكاريوكار ية.